# Sam Wood

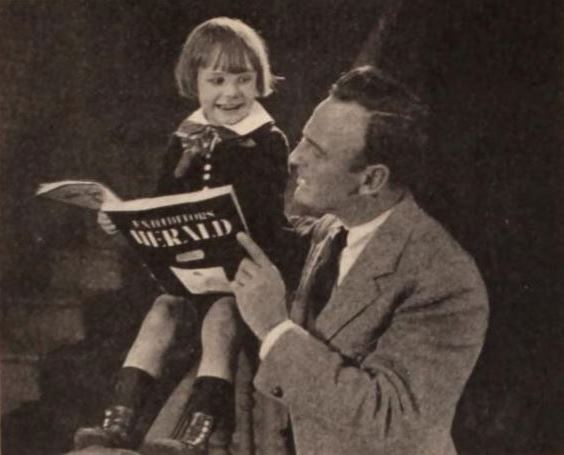
Sam Wood mit Kinderstar Jackie Coogan (1921)

Samuel „Sam“ Grosvenor Wood (* 10. Juli 1883 in Philadelphia, Pennsylvania; † 22. September 1949 in Hollywood, Kalifornien) war ein US-amerikanischer Filmregisseur und -produzent. Zwischen 1920 und 1949 war er als Regisseur für mehr als 80 Produktionen verantwortlich.

## Leben
Nach ersten Anläufen im Ölgeschäft und als Immobilienmakler arbeitete Sam Wood mit durchwachsenem Erfolg als Theaterschauspieler. 1915 kam er zum Stummfilm nach Hollywood, wo er zunächst als Regieassistent des damals schon berühmten Cecil B. DeMille Beschäftigung fand. Ab 1920 drehte Wood eigenständige Filme als Regisseur und drehte erfolgreich mit Stars wie Wallace Reid und Gloria Swanson. Ab Ende der 1920er-Jahre arbeitete er vor allem für Metro-Goldwyn-Mayer, den Übergang zum Tonfilm während dieser Zeit schaffte der Regisseur ohne Probleme. 1929 versuchte Wood erfolglos, die aus dem Ruder gelaufenen Dreharbeiten von Erich von Stroheims unvollendetem Meisterwerk Queen Kelly zu retten. In den 1930er-Jahren drehte Wood besonders viele Komödien, berühmt wurden vor allem Skandal in der Oper (1935) und Ein Tag beim Rennen (1937) mit den Marx Brothers. Obwohl Wood und Groucho Marx eine Abneigung gegeneinander hegten, werden die zwei Komödien unter Woods Regie allgemein zu den besten Filmen der Marx Brothers gezählt.
Daneben konnte Wood sich aber auch als Regisseur von ernsthafteren Filmen etablieren. Insgesamt wurde er zwischen 1940 und 1944 drei Mal für den Oscar als bester Regisseur nominiert. 1939 drehte er das auf dem gleichnamigen Roman von James Hilton basierende Filmdrama Goodbye, Mr. Chips, in welchem ein sterbender Lehrer auf sein Leben zurückblickt. Der Film war bei Kritikern und Publikum erfolgreich. Ebenfalls im Jahre 1939 wurde Wood zu einem der drei Regisseure des Filmklassikers Vom Winde verweht, als er zeitweise stellvertretend für den erkrankten Victor Fleming eingesetzt wurde. Woods Mitarbeit an Vom Winde verweht blieb allerdings im Vorspann unerwähnt. Anfang der 1940er-Jahre drehte er einige seiner erfolgreichsten Filme, so die Komödie Mary und der Millionär (1941) oder das aufwendige Filmdrama Kings Row (1942), letzteres schätzte er persönlich als seine beste Arbeit ein. Seine Verfilmung über das Leben von Lou Gehrig, Der große Wurf (1942) mit Gary Cooper in der Hauptrolle, gilt als die „exemplarische Baseball-Biografie“ überhaupt. Woods Ernest-Hemingway-Verfilmung Wem die Stunde schlägt wurde 1944 für neun Oscars nominiert. Drei Schauspieler – Robert Donat, Ginger Rogers, Katina Paxinou – gewannen unter Woods Regie den Oscar, acht weitere wurden nominiert.
Politisch galt er als konservativer Republikaner und fungierte als erster Präsident der Motion Picture Alliance for the Preservation of American Ideals. Nach Angaben seiner Tochter war Wood in seinen letzten Lebensjahren von einer übersteigerten Angst vor dem Einfluss von Kommunisten eingenommen. Am Beginn der McCarthy-Ära Ende der 1940er-Jahre versuchte Wood, die von ihm vermuteten kommunistischen Filmschaffenden aus Hollywood zu verbannen, und hielt bereits einfache Liberale für Kommunisten und ausländische Spione.
Im Laufe seiner Karriere war er als Regisseur an mehr als 80 Produktionen beteiligt. Zudem begleitete er mehrere Filme auch als Produzent. Sam Wood starb 1949 im Alter von 66 Jahren plötzlich an einem Herzinfarkt; sein letzter Film Die Letzten von Fort Gamble wurde erst vier Monate nach seinem Tod veröffentlicht. Er hinterließ seine Ehefrau Clara L. Roush, mit der er seit 1908 verheiratet war und zwei Kinder hatte. Posthum erhielt er 1960 einen Stern auf dem Hollywood Walk of Fame.

## Auszeichnungen
- 1939: Nominierung für die Goldene Palme für Auf Wiedersehen, Mr. Chips
- 1940: Nominierung für den Oscar in der Kategorie Beste Regie für Auf Wiedersehen, Mr. Chips
- 1941: Nominierung für den Oscar in der Kategorie Beste Regie für Fräulein Kitty
- 1943: Nominierung für den Oscar in der Kategorie Beste Regie für Kings Row
- 1947: Nominierung für die Goldene Palme für Ivy
- 1960: Stern auf dem Hollywood Walk of Fame (Kategorie Film; 6714 Hollywood Blvd.)

## Filmografie (Auswahl)
- 1919: Don’t Change Your Husband
- 1920: Double Speed
- 1922: Du sollst nicht begehren deines Nächsten Weib (Beyond the Rocks)
- 1927: Die blonde Kollegin (The Fair Co-Ed)
- 1928: Zwischen Frisco und der Mandschurei (Telling the World)
- 1930: Way for a Sailor
- 1930: Paid
- 1931: The Man in Possession
- 1932: Flirt (Huddle)
- 1933: Liebeslied der Wüste (The Barbarian)
- 1933: Christopher Bean
- 1933: Ganovenbraut (Hold Your Man)
- 1933: Die Hafen-Annie (Tugboat Annie) (neu gedrehte Szenen)
- 1934: Stamboul Quest
- 1934: Millionäre bevorzugt (The Girl from Missouri) von Jack Conway abgelöst
- 1935: Skandal in der Oper (A Night at the Opera)
- 1935: Spione küßt man nicht (Rendezvous)
- 1935: Blutige Perlen (Whipsaw)
- 1936: Kein Alibi für den Staatsanwalt (The Unguarded Hour)
- 1937: Die Marx Brothers: Ein Tag beim Rennen (A Day at the Races)
- 1937: Seekadetten (Navy Blue and Gold)
- 1938: Lord Jeff
- 1938: Stablemates
- 1939: Auf Wiedersehen, Mr. Chips (Goodbye, Mr. Chips)
- 1939: Vom Winde verweht (Gone with the Wind) (Ko-Regie)
- 1940: Raffles
- 1940: Unsere kleine Stadt (Our Town)
- 1940: Fräulein Kitty (Kitty Foyle)
- 1941: Mary und der Millionär (The Devil and Miss Jones)
- 1942: Kings Row
- 1942: Der große Wurf (The Pride of the Yankees)
- 1943: Wem die Stunde schlägt (For Whom the Bell Tolls)
- 1944: So ein Papa (Casanova Brown)
- 1945: Seine Frau ist meine Frau (Guest Wife)
- 1945: Das Spiel mit dem Schicksal (Saratoga Trunk)
- 1946: Heartbeat
- 1947: Ivy
- 1948: Command Decision
- 1949: The Stratton Story
- 1949: Die Letzten von Fort Gamble (Ambush)